# Chicken Run
Série
Chicken Run : La Menace nuggets
(2023)
Pour plus de détails, voir Fiche technique et Distribution.
Chicken Run, ou Poulets en fuite au Québec, est un film d'animation en volume franco-américano-britannique réalisé par Nick Park et Peter Lord sur un scénario signé par Karey Kirkpatrick basé sur une histoire originale de Nick Park et de Peter Lord. Il est sorti en 2000.
Le film se déroule dans le Yorkshire (Angleterre) dans les années 1950. Ginger, poule pondeuse, cherche constamment à s'évader avec ses congénères du poulailler géré par le couple de fermiers Tweedy, mais ses tentatives sont des échecs. Un jour, un coq américain, Rocky, arrive dans le poulailler par les airs après s'être échappé d'un cirque. S'imaginant qu'il sait voler, Ginger lui demande de donner des cours de vols pour s'évader hors du poulailler. Mais le temps presse car les exploitants changent de stratégie pour plus de rentabilité, abandonnant les œufs pour les tourtes aux poulets et qu'ils viennent d'acheter une nouvelle machine dans ce but. Après avoir échappé à la mort dans cette machine grâce à Rocky, Ginger planifie un nouveau moyen d'évasion qui doit réussir coûte que coûte, car leurs heures sont comptées.

## Synopsis
Ginger est une poule pondeuse dans le poulailler d'une ferme en pleine campagne britannique. L'endroit comporte plusieurs baraquements en bois, enclos par un grillage surmonté de fil de fer barbelé. Il est géré par le couple Tweedy, dont la femme est méchante et acariâtre et le mari faible et poltron, mais qui peut toutefois se montrer d'une grande méchanceté envers ses poules. Ginger y vit avec ses semblables ainsi qu'avec Poulard, vieux coq radoteur et ancien membre de la RAF. Lassée de son absence de liberté, de sa vie monotone et du risque de finir dans l'assiette des propriétaires, l'énergique et volontaire Ginger essaye régulièrement de s'enfuir, mais se fait rattraper à chaque fois. Son objectif est de faire évader toutes ses congénères. Mais M. Tweedy, paranoïaque, commence peu à peu à se douter de quelque chose, même s'il est régulièrement brimé par sa femme qui trouve ridicule que son mari s'imagine que des poules puissent fomenter un quelconque plan d'évasion.
Alors que l'une de ses congénères, Edwige, est abattue par les Tweedy car elle ne pondait plus d'œufs, la détermination d'évasion de Ginger atteint son paroxysme. Mais la solution de son nouveau plan d'évasion dévoilée ne fait pas l'unanimité, tandis qu'elle rencontre des soucis de paiement avec les rats Ric et Rac qui lui fournissent les matériaux.
C'est à ce moment-là qu'elle fait connaissance avec Rocky, un coq américain hâbleur, qui arrive dans le poulailler par la voie des airs, mais se blesse à une aile à l'atterrissage. Alors qu'il s’apprête à repartir, il découvre que le cirque d'où il s'est échappé le recherche et demande à être caché. Mais Ginger et les poules s'imaginent qu'il sait voler, et passent un marché avec lui : s'il leur dispense des cours de vol, elles le cachent pour qu'il ne soit pas renvoyé dans le cirque. Ainsi, Rocky échappe aux recherches du cirque et aux Tweedy.
Au cours des jours suivants, Rocky essaie de donner des cours de vol aux poules, mais les résultats ne sont pas forcément à la hauteur de leurs attentes, sous le regard amusé des rats. Mais le temps presse car M. et Mme Tweedy décident d'abandonner la vente des œufs, peu rentable, et achètent une machine capable de préparer de façon industrielle des tourtes au poulet. Le lendemain, après l'arrivée de la machine, les Tweedy se rendent dans le poulailler pour mesurer le tour de taille de la poule Babette, la plus grasse, alors que celle-ci s'attendait à être abattue à son tour, n'ayant rien pondu depuis quelques jours. Voulant les poules aussi grasses que Babette, les Tweedy doublent leurs rations. Alors que les poules se précipitent sur la nourriture, Ginger renverse la mangeoire pour leur expliquer qu'on les engraisse pour les tuer ensuite, tout en ignorant encore à quoi elle serviront.
Démoralisées et attristées, les poules sont invitées par Rocky à une soirée dansante où elles retrouvent le sourire. Mais la soirée est interrompue par le lancement de la nouvelle machine des Tweedy. Ginger est choisie par le couple pour tester l'appareil à fabriquer les tourtes. Rocky s'évade du poulailler pour aller la secourir. Tous deux rentrent dans la machine, mais parviennent heureusement à contourner les systèmes et à saboter l'engin grâce à Rocky qui risque sa propre vie pour sauver la sienne. Tous deux dévoilent aux poules le terrible sort qui les attend. Toutes comptent alors sur les compétences présumées de Rocky, dont la blessure à l'aile est guérie, et attendent de lui qu'il leur fasse une démonstration de vol pour les aider à s'évader.
Le lendemain, Rocky s'évade en secret du poulailler. Lorsque les poules s'aperçoivent de sa disparition, elles comprennent qu'il leur a menti, et qu'il utilisait un canon dans son numéro de cirque pour être propulsé dans les airs. Alors qu'une bagarre générale éclate entre les poules, Ginger voit la médaille du vieux coq Poulard en forme d'avion, ce qui lui donne  une nouvelle idée d'évasion. Elle prend alors la direction des opérations et fait construire un avion de bric et de broc, avec l'apport de différents matériaux fournis par les rats Ric et Rac, qu'elles paient en œufs. Mais le temps presse : M. Tweedy répare la machine à tourtes avec plus de temps que prévu, agaçant sa femme. En début de soirée, Rocky s'arrête devant l'imposante publicité sur les tourtes aux poulets des Tweedy et est pris de remords.
Le soir, les Tweedy ont réparé la machine, et le mari est chargé par sa femme d'aller chercher toutes les poules. Surprises en pleins travaux, les poules sautent sur M. Tweedy et le ligotent, tandis que sa femme l'attend en lançant la machine à fond. L'évasion est lancée : la cabane dans laquelle elles travaillaient est transformée en avion qui sera piloté par Poulard pendant que les poules pédaleront. La piste de décollage est prête avec la mise en place d'une rampe, l'avion s'élance. Mais M. Tweedy, toujours ligoté, fait tomber la rampe et l'avion est contraint de faire un nouveau tour de piste, dont le demi-tour assomme l'exploitant, et s'accroche à la guirlande lumineuse que les gallinacés utilisaient pour guider la piste. Ginger court hors de l'avion pour remettre la rampe, mais elle est surprise par Mme Tweedy. Soudain, Rocky surgit en tricycle par dessus le grillage pour secourir Ginger en neutralisant Mme Tweedy, puis tous deux relèvent la rampe in extremis au moment du décollage de l'avion. Ginger et Rocky utilisent la guirlande pour grimper à bord de l'avion.
Mais à peine décollé, l'avion s'avère être plus chargé que prévu. En effet, Mme Tweedy a saisi la guirlande qu'elle grimpe pour atteindre l'avion et le faire redescendre. Ginger tente en vain de couper la guirlande. Mais un concours de circonstances la fait se retrouver face à la fermière sur la guirlande. Ginger esquive un coup de hache qui coupe la guirlande, faisant tomber Mme Tweedy dans la soupape de sécurité de la machine à tourtes et la faisant exploser. Après s'être libéré et ayant échappé à l'explosion, M. Tweedy rappelle à Mme Tweedy son avertissement selon lequel les poules étaient organisées, la faisant grogner jusqu'à ce qu'il pousse la porte de la grange encore debout sur elle. Les poules célèbrent leur victoire pendant que Ginger et Rocky s'embrassent, et tous s'envolent vers une île où ils élisent domicile.

## Fiche technique
- Titre original et français : Chicken Run
- Titre québécois : Poulets en fuite
- Réalisation : Peter Lord et Nick Park
- Scénario : Karey Kirkpatrick d’après une histoire originale de Nick Park et Peter Lord
- Musique : Harry Gregson-Williams et John Powell (additionnel : Steve Jablonsky, Gavin Greenaway et Geoff Zanelli)
- Storyboard : Simon Wells, Brenda Chapman, Kelly Asbury
- Supervision des effets visuels : Loyd Price
- Production : Peter Lord, Nick Park et David Sproxton
- Sociétés de production : Aardman Animations, DreamWorks Animation et Pathé Distribution
- Sociétés de distribution : Pathé (Europe) ; DreamWorks SKG (Amérique du Nord)
- Budget : 45 000 000 $
- Pays de production :  Royaume-Uni,  États-Unis et  France
- Langue originale : anglais
- Format : couleur – 2,35:1 – 35 mm
- Genre : animation
- Durée : 84 minutes
- Dates de sortie :
  - États-Unis : 23 juin 2000
  - Royaume-Uni : 30 juin 2000
  - France : 13 décembre 2000
- Classifications :
  - États-Unis : tous publics
  - France : tous publics

## Distribution

### Voix originales
- Julia Sawalha : Ginger
- Mel Gibson : Rocky
- Imelda Staunton : Bunty
- Timothy Spall : Nick
- Benjamin Whitrow : le colonel Fowler
- Lynn Ferguson (en) : Mac
- Jane Horrocks : Babs
- Miranda Richardson : Mme Tweedy
- Tony Haygarth (en) : M. Tweedy
- Phil Daniels : Fletcher
- Jennifer Seguin (en) : Jadis la vache
- John Sharian : le dresseur du cirque
- Carole Jeghers (en) : Vache bleue

Légende : Doublage cinéma/vidéo + Doublage télévision

### Voix françaises
Note : Le film a eu deux doublages français en raison de probables conflits entre les distributeurs United International Pictures et Pathé[réf. nécessaire].
| - Dorothée Jemma : Ginger - Patrick Poivey : Rocky - Évelyne Grandjean : Bunty (Bernadette) - Gérard Hernandez : Pic (Nick) - Michel Prud'homme : Colonel Fowler (Isodore Poulard) - Marie Vincent : Mac Bec (Mac) - Véronique Alycia : Babs (Babette) - Danielle Volle : Mme Tweedy - Patrick Préjean : M. Tweedy - Éric Métayer : Pocket (Fletcher) - Céline Mauge : Béa - Caroline Combes : Foulard - Catherine Desplaces : Look Out - Kelvine Dumour : Sagnes - Sophie Riffont : Edwige (Edwina) | - Valérie Lemercier : Ginger - Gérard Depardieu : Rocky - Josiane Balasko : Bernadette (Bunty) - Frédéric Norbert : Ric (Nick) - Claude Piéplu : Isidore Poulard (colonel Fowler) - Sophie Arthuys : Mac Bec (Mac) - Lucie Dolène : Babette (Babs) - Béatrice Agenin : Mme Tweedy - Henri Guybet : M. Tweedy - Cédric Dumond : Rac (Fletcher) - Jean-Marc Pannetier : le dresseur du cirque |

Source des voix françaises : Voxofilm, Comparaison

## Production

### Genèse
En 1995, l'idée de Chicken Run voit le jour quand les réalisateurs Nick Park et Peter Lord imaginent une histoire se déroulant dans un poulailler, et mettant en scène des poules tentant de fuir pour échapper à leur destin funeste. À travers cette comédie, les réalisateurs cherchent à créer une parodie du film culte La Grande Évasion de John Sturges, sorti en 1963. Après avoir présenté le projet à DreamWorks Animation, l'équipe passe deux ans et demi à concevoir les personnages, le scenario et à créer le storyboard.

### Réalisation
Le tournage du film dure en tout 18 mois, avec une équipe d'environ 250 personnes. Les têtes et les mains des personnages sont faits de pâte à modeler. Les corps sont sculptés dans de la pâte à modeler qui est ensuite moulée pour en faire du silicone afin de pouvoir appliquer de la peinture plus simplement. À l'intérieur, les personnages sont faits de solides squelettes en acier.

## Accueil

### Critiques
Sur le site Rotten Tomatoes, le film a obtenu un taux d'approbation de 97 % et une note moyenne de 8,1⁄10 basée sur 70 commentaires. Le site s'accorde pour dire que « Chicken Run a tout le charme de Wallace & Gromit de Nick Park et peut plaire à tout le monde. Le doublage est fantastique, le slapstick est brillant et les séquences d'action sont spectaculaires ». Le film tient également un score de 88⁄100, basé sur 34 critiques sur Metacritic, indiquant une « acclamation universelle ». Les spectateurs interrogés par CinemaScore ont attribué au film une note de « A ».

### Box-office
| Pays ou région    | Box-office        | Date d'arrêt du box-office | Nombre de semaines |
| ----------------- | ----------------- | -------------------------- | ------------------ |
| États-Unis Canada | 106 834 564 $     | -                          | -                  |
| France            | 3 152 330 entrées | -                          | -                  |
| Total mondial     | 224 834 564 $     | -                          | -                  |

## Anecdotes
C'est ce film et sa technique d'animation qui ont inspiré le concept et les personnages des Têtes à claques créées par Michel Beaudet.
On y trouve de très nombreuses références au film La Grande Évasion, notamment en ce qui concerne les baraques qui sont similaires, le tunnel qui est clairement le même, le fait que Ginger fasse rebondir une balle pour passer le temps au cachot, la musique, etc., mais aussi à d'autres films du même genre tels que Les Indomptables de Colditz et Stalag 17.
L'un des personnages s’appelle Mac Bec, probable référence au personnage de Mac Beth, le personnage principal de la pièce du même nom de Shakespeare.
Le film a aussi trouvé son inspiration dans La ferme des animaux de George Orwell.
L'Oscar du meilleur film d'animation est créé en 2002 après que les membres de l'académie ont regretté que Chicken Run n'ait pas été sélectionné pour l'Oscar du meilleur film lors de la 73e cérémonie des Oscars, l'année précédente.

## Suite
La suite, Chicken Run : La Menace nuggets, est diffusée sur Netflix fin 2023. 